# Charles Gibson
Charles Gibson (Búfalo, Nueva York, 12 de agosto de 1920 - Plattsburgh, Nueva York, 22 de agosto de 1985) fue un historiador estadounidense que escribió sobre la historia colonial de México y de Hispanoamérica. Realizó sus estudios en la Universidad de Texas (maestría, 1947) y la Universidad Yale (doctorado, 1950). Fue discípulo de George Kubler, quien dirigió su tesis. Fue profesor en la Universidad de Iowa (1949-1965) y Universidad de Míchigan (1965-1985); además de dirigir la revista Hispanic American Historical Review.

## Obra
Charles Gibson fue uno de los fundadores de la etnohistoria moderna de México. Sus trabajos hicieron evidente la supervivencia de muchas instituciones prehispánicas subyacentes en diferentes aspectos fundamentales de la sociedad colonial, como  la posesión de la tierra, la división de las encomiendas, la organización del gobierno local, la distribución de las parroquias y las modalidades del servicio personal. No era inclinado a plantear generalizaciones ni a extraer grandes conclusiones de su investigación; prefería presentar meticulosas reconstrucciones del pasado apoyadas en una exhaustiva  y monumental revisión de fuentes bibliográficas y documentales. Aun así, estableció las bases que hicieron posible aceptar la historia de los grupos indígenas como sujeto independiente de estudio, y no solamente como objeto pasivo de la acción de funcionarios, encomenderos, misioneros y terratenientes españoles. Ha tenido una importante y duradera  influencia en la historiografía de tema mexicano. Sus obras continúan siendo materia de estudio en las universidades y referencia necesaria en las investigaciones.

## Publicaciones
- Tlaxcala in the Sixteenth Century, 1952[2][3] (publicada como Tlaxcala en el siglo XVI, traducción de Agustín Bárcena, México,  Fondo de Cultura Económica, 1991, 285 p
- The Aztecs under Spanish Rule. A history of the Indians of the Valley of Mexico, 1519-1810, 1964.[4][5][6] (publicada en español como Los aztecas bajo el dominio español, 1519-1810, traducción de Julieta Campos, México,  Siglo XXI, 1967, 533 p.[7]
- Spain in America, New York,  Harper & Row, 1967, 1966 239 p.[8][9][10] (publicada en español como España en América, traducido por Enrique de Obregón, Barcelona, Grijalbo, 1977, 368 p.
- The Black Legend: Anti-Spanish Attitudes in the Old World and the New (en inglés). Knopf. 1971.